# Pelegrina sandaracina
Pelegrina sandaracina là một loài nhện trong họ Salticidae.
Loài này thuộc chi Pelegrina. Pelegrina sandaracina được Maddison miêu tả năm 1996.